# Ursula Buschhorn
Ursula Buschhorn (n. 16 mai 1969 în Palo Alto, California, SUA) este o actriță germană.

## Date biografice
Ursula Buschhorn s-a născut în California, SUA. După reîntoarcerea părinților ei în München, Germania ea va urma școala superioară de muzică și arte drametice din Stuttgart. Ursula va juca diferite roluri în serialele postulurilor de televiziune ZDF și ARD.

## Filmografie
- 1996: Die Drei von der Tankstelle
- 1997: Have a great day, Diplomfilm / FHH München
- 2002: Kunstgriff, Kurzfilm
- 2003: Die Nacht davor, Kurzfilm
- 2008: Hotel Meina

## FilmeTVselectate
- 1994: Blutige Spur
- 1994–1996: Alle meine Töchter
- 1995: Inseln im Wind
- 1995: Mit verbundenen Augen
- 1996: Schwurgericht
- 1996: Es geschah am hellichten Tag
- 1997: Herzflimmern (2-Teiler)
- 1998: Ein starkes Team
- 1998: Due Madre – Zwei Mütter
- 1998: Jets
- 1998: Rosamunde Pilcher: Rückkehr ins Paradies
- 1999: Siska
- 1999: Wilder Kaiser
- 1999: Das Mädchen aus der Torte
- 1999: Küstenwache
- 2000: Turbo (5-Teiler)
- 2000: Sieben Tage im Paradies
- 2001: Der Verehrer
- 2002: Alarm für Cobra 11 – Die Autobahnpolizei (Doppelfolge)
- 2002: Ein himmlisches Weihnachtsgeschenk
- 2002: Pfarrer Braun (Folgen: Der siebte Tempel und Das Skelett in den Dünen)
- 2002: Nicht ohne meinen Anwalt
- 2002: Edel & Starck (Folge: Ein unmoralisches Angebot)
- 2002: Ich leih dir meinen Mann
- 2003: Paradies in den Bergen
- 2003: Die Rosenheim-Cops (Folge: Ein Toter fällt vom Himmel)
- 2003: Die Farben der Liebe
- 2004: Das Traumschiff (Folge: Samoa)
- 2004: Auf den Spuren der Vergangenheit
- 2005: Im Himmel schreibt man Liebe anders
- 2005: Lilly Schönauer – Die Stimme des Herzens
- 2006: Stadt, Land, Mord!
- 2006: Im Tal der wilden Rosen
- 2006: Vaterherz
- 2007: Kreuzfahrt ins Glück - Wedding-Planner
- 2008: SOKO Köln (seria: Der Pianist)
- 2008: Unser Charly
- 2009: Unser Charly
- 2010: Unser Charly